# Csabai Csongor
Csabai Csongor (Ajka, 1996. február 14. –) magyar színész.

## Életpályája
1996-ban született Ajkán, Magyarpolányban nőtt fel. Gyerekként bekerült a Komáromi Sándor drámapedagógus vezette Teleszterion Színházi Műhelybe. 2018-2023 között a Kaposvári Egyetem színész szakán tanult Kéri Kitty és Uray Péter osztályában. 2023-tól a tatabányai Jászai Mari Színház tagja.

## Színházi szerepei

### Jászai Mari Színház
- Amadeus (2023) ...Mozart[7][8]
- Nem félünk a farkastól (2023) ...Nick
- Kasimir és Karoline (2023) ...Merkl Franz
- Jógyerekek képeskönyve (2022) ...Struwel Auguszta
- Részegek (2022) ...Max

### Csiky Gergely Színház
- Meseautó (2022)
- A makrancos hölgy (2022) ...Biondelo – Lucentio szolgája
- Madagaszkár (2021) ...Kapitány pingvin/ Pincér II.